# Löpgrenar
Löpgrenar är ett begrepp inom friidrotten.
Till en början delar man upp loppen i två kategorier. Lopp som sker på rundbanan på en friidrottsarena och lopp som sker utanför en arena, till exempel marathonlopp.